# Казе Пјопи (Анкона)
Казе Пјопи је насеље у Италији у округу Анкона, региону Марке.
Према процени из 2011. у насељу је живело 20 становника. Насеље се налази на надморској висини од 101 м.